# Historia del metro

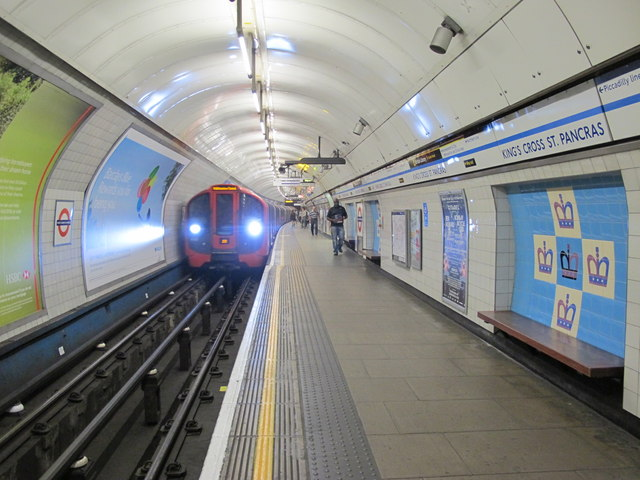
Estación de King's Cross-St Pancras en el Metro de Londres, Reino Unido.

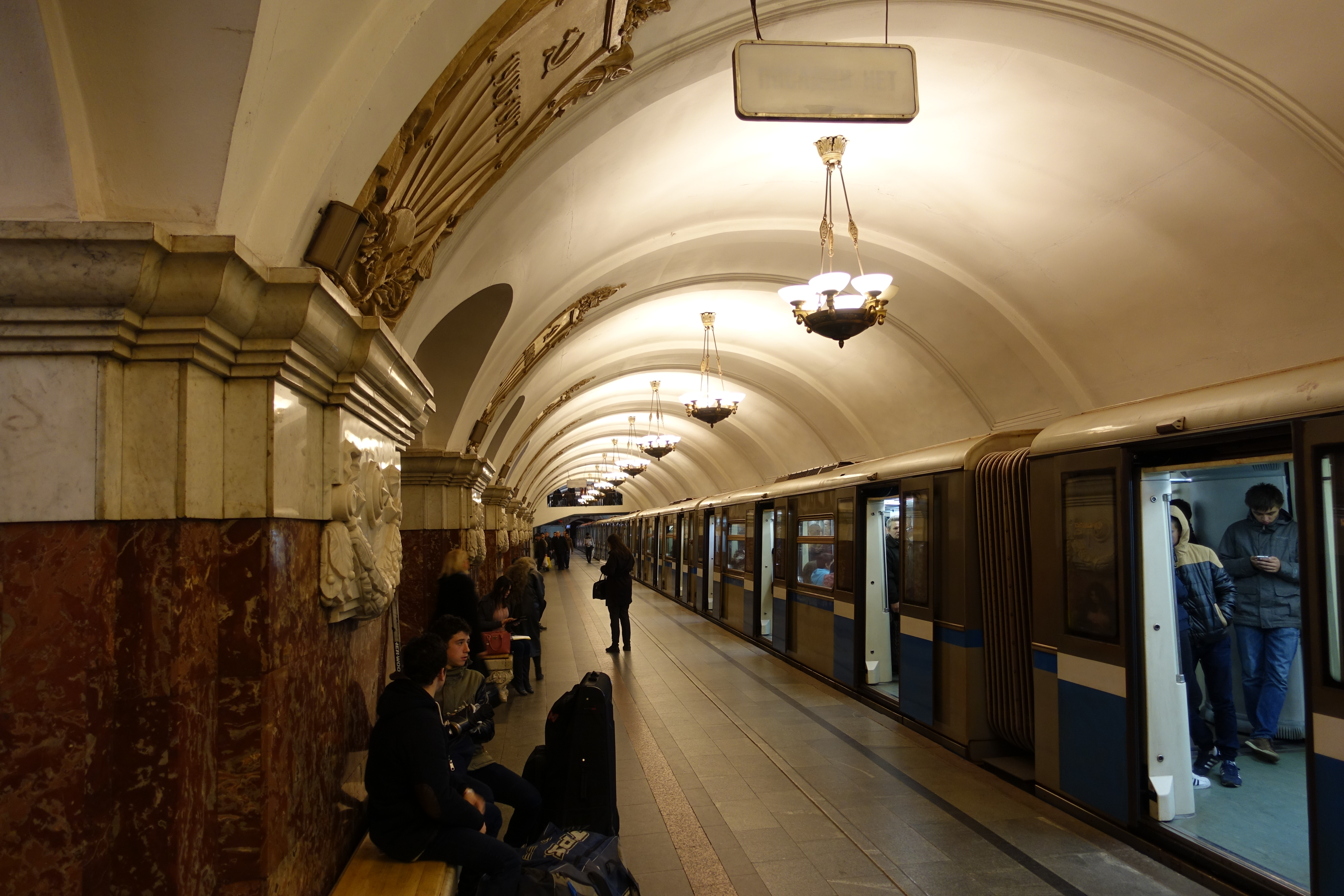
Vista del Metro de Moscú, Rusia.

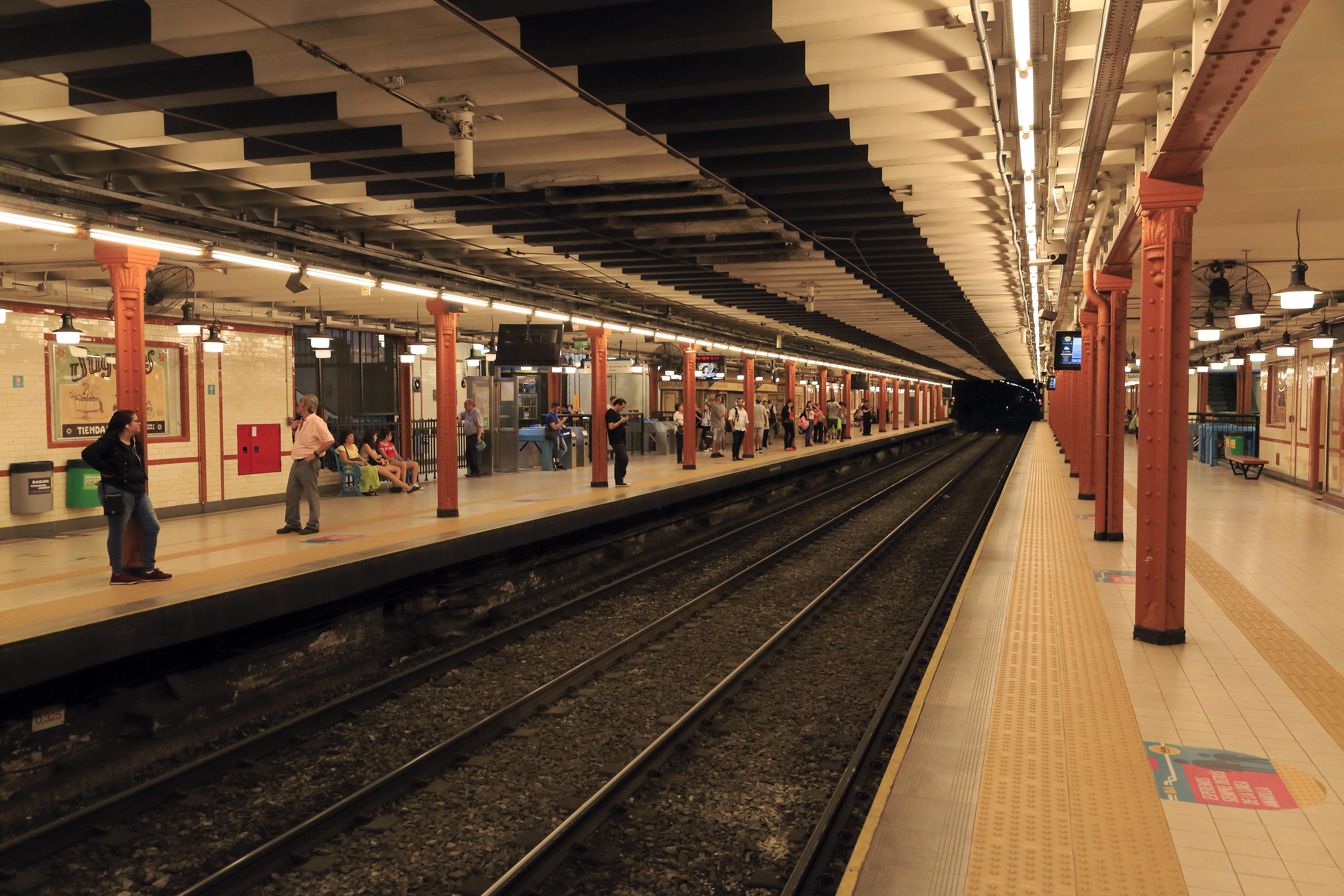
Andén de la línea A del Subte de Buenos Aires, Argentina.

En 1843, el inglés Charles Pearson propuso, como parte de un plan de mejora para la ciudad de Londres, abrir túneles subterráneos con vías férreas. En 1853, tras diez años de debates, el parlamento inglés autorizó la propuesta y en 1860 comenzó la construcción: el 10 de enero de 1863 abrió la primera línea de metro con locomotoras de vapor. El primer metro del mundo fue el subterráneo de Londres (denominado Metropolitan Railway), inaugurado en 1863 con seis kilómetros de longitud. En años sucesivos fue extendiéndose, de forma que en 1884 formaba un anillo de aproximadamente 20 kilómetros. A continuación se le añadieron líneas radiales, en parte a cielo abierto y en parte del túnel, para constituir el Metropolitan and District Railway. Las locomotoras eran de vapor. Posteriormente se comenzó la excavación de túneles en forma de tubo (de allí la denominación inglesa Tube) y se electrificaron las líneas.
La siguiente ciudad en tener metro fue Nueva York, cuya línea más antigua, que estaba totalmente separada del tráfico, la West End de la BMT, estuvo en uso desde el mismo año que el Subterráneo de Londres: 1863.
En 1896, Budapest (con la inauguración de la línea de Vörösmarty Tér a Széchenyi Fürdő, de cinco kilómetros) y Glasgow (con un circuito cerrado de 10 km) fueron las siguientes ciudades europeas en disponer de metro. La tecnología se extendió rápidamente a otras ciudades en Europa y luego a Estados Unidos, donde se ha construido un elevado número de sistemas.
A partir del siglo XX comenzó la expansión por Latinoamérica, Oceanía, África y Asia, donde el crecimiento ha sido más grande en los últimos años. Más de 160 ciudades tienen sistemas de tránsito rápido, con un total de más de 8000 km de vías y 7000 estaciones. Otras veinticinco ciudades tenían nuevos sistemas en construcción en 2009.
El primer tren subterráneo del mundo hispanoparlante fue el de la ciudad de Buenos Aires, inaugurado en 1913 y antecediendo al de Madrid por espacio de seis años, con la Línea A que circula por debajo de la avenida Rivadavia, con estación inicial en Plaza de Mayo (véase más abajo).

## Desarrollo

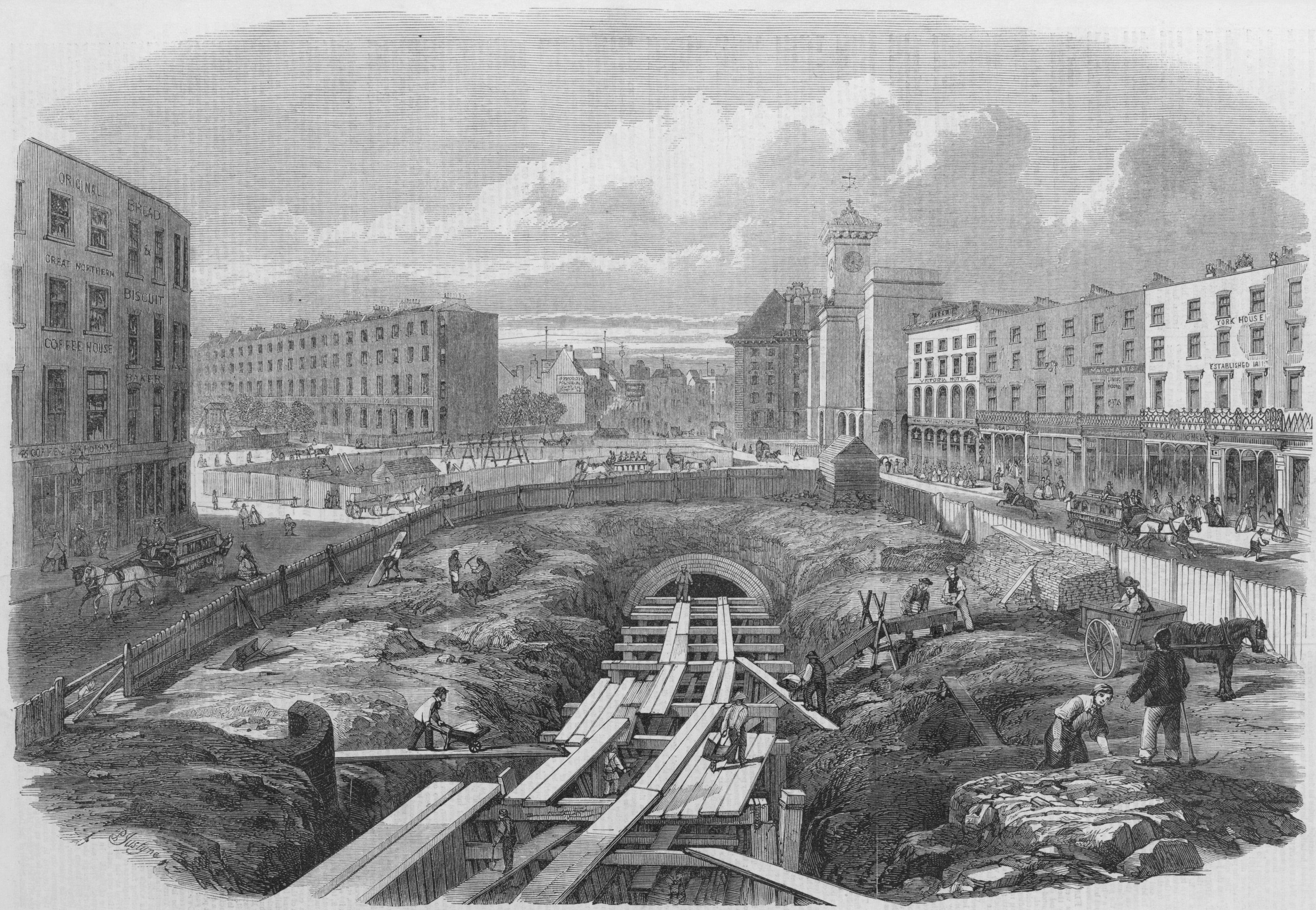
Un grabado del Illustrated London News mostrando las primeras etapas de la construcción del Metropolitan Railway de Londres en la estación de King's Cross (1861)

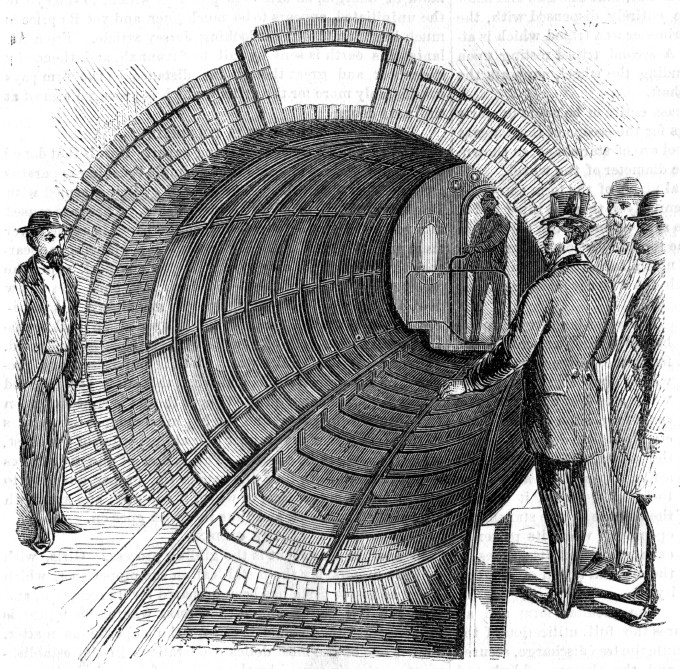
El sistema de transporte neumático de Beach fue un intento fallido de desarrollar el transporte público en Nueva York en 1870

El humo era un problema menor en los ferrocarriles de vapor urbanos elevados, como el inaugurado en la Novena Avenida de Nueva York en 1870. En 1890, el Ferrocarril de la City y el Sur de Londres empleó la tracción eléctrica para solucionar el problema de la calidad del aire en los túneles. La tracción eléctrica era más eficiente, más rápida y más limpia que el vapor y la elección natural para los trenes que circulaban por los túneles, y también demostró ser superior para los servicios elevados.

### Primeros túneles
Antes de que se hicieran planes para construir líneas de metro con túneles y estaciones, numerosos operadores ferroviarios habían utilizado túneles para trenes de carga y pasajeros, generalmente con el propósito de reducir la pendiente de las líneas ferroviarias. Entre las primeras realizaciones se pueden citar el túnel planeado por Trevithick en 1804, construido para la locomotora Penydarren; el túnel de Crown Street en Liverpool que data de 1829; y el túnel de Lime Street de 1836, que cuenta con 1,13 millas (1811 metros) de largo, también en Liverpool. Parte de este túnel permanece en uso, lo que lo convierte en el túnel ferroviario en activo más antiguo del mundo.
El primer ferrocarril subterráneo urbano fue el Metropolitan Railway, que comenzó a operar el 10 de enero de 1863. Fue construido en gran parte con túneles poco profundos. Inicialmente se operó con trenes de vapor y, a pesar de la creación de numerosos conductos de ventilación, era insalubre e incómodo para los pasajeros y el personal del servicio ferroviario. El humo se acumulaba en los túneles, lo que dio lugar a propuestas para construir ferrocarriles neumáticos o remolcados por cable para superar este problema entre 1863 y 1890, aunque ninguna tuvo éxito. Sin embargo, sus trenes fueron populares desde el principio.
El Ferrocarril Metropolitano y el Metropolitan District Railway de la competencia desarrollaron la línea circular alrededor del centro de Londres que se completó en 1884. Presentaba un extenso sistema de ramales suburbanos hacia el noroeste (que se extendía hacia el campo contiguo), el oeste, el suroeste y el este que se completó en su mayor parte en 1904. Estos sistemas finalmente se convirtieron en parte del Metro de Londres.

### Electrificación
En 1890 se inauguró el primer ferrocarril urbano subterráneo electrificado, el Ferrocarril de la City y del Sur de Londres. Dado que los túneles eran tubulares, el término "tubo" finalmente se convirtió en sinónimo del metro de Londres. Originalmente se planeó que fuera transportado por cable, pero la empresa contratada para suministrar la tecnología de transporte por cable quebró. La Ley Parlamentaria de la compañía ferroviaria prohibía específicamente el uso de la energía de vapor. Esto llevó al ferrocarril a considerar la tracción eléctrica. Operaba trenes tirados por locomotoras de tres coches, inicialmente sin ventanas, porque se pensó que los pasajeros no necesitarían saber dónde estaban si estaban en un túnel.
El único ferrocarril eléctrico elevado del Reino Unido se inauguró en 1893 en Liverpool. El Liverpool Overhead Railway fue el cuarto sistema de metro del mundo y el primer ferrocarril elevado completamente formado del mundo en operar trenes eléctricos desde el principio. El LOR fue pionero en unidades eléctricas múltiples de trenes de tres vagones. Las señales automáticas de luz eléctrica también fueron una novedad para el ferrocarril. La presencia del ferrocarril elevado contribuyó a que Liverpool recibiese el apodo de la "ciudad norteamericana de Gran Bretaña". El LOR fue demolido en 1957 y Liverpool cuenta hoy con una red ferroviaria urbana parcialmente subterránea conocida como el Merseyrail.
Un avance importante en el desarrollo del metro accionado eléctricamente ocurrió cuando el inventor estadounidense Frank Julian Sprague probó con éxito su sistema de control de tren de unidades múltiples (MUTC) en el South Side Elevated Railroad (ahora parte del Metro de Chicago) en 1897. El sistema MUTC, que permitió que todos los motores en un tren completo pudieran ser controlados desde el mismo punto, liberó a los sistemas de metro de la dependencia de los coches de pasajeros arrastrados por locomotoras.

## Europa

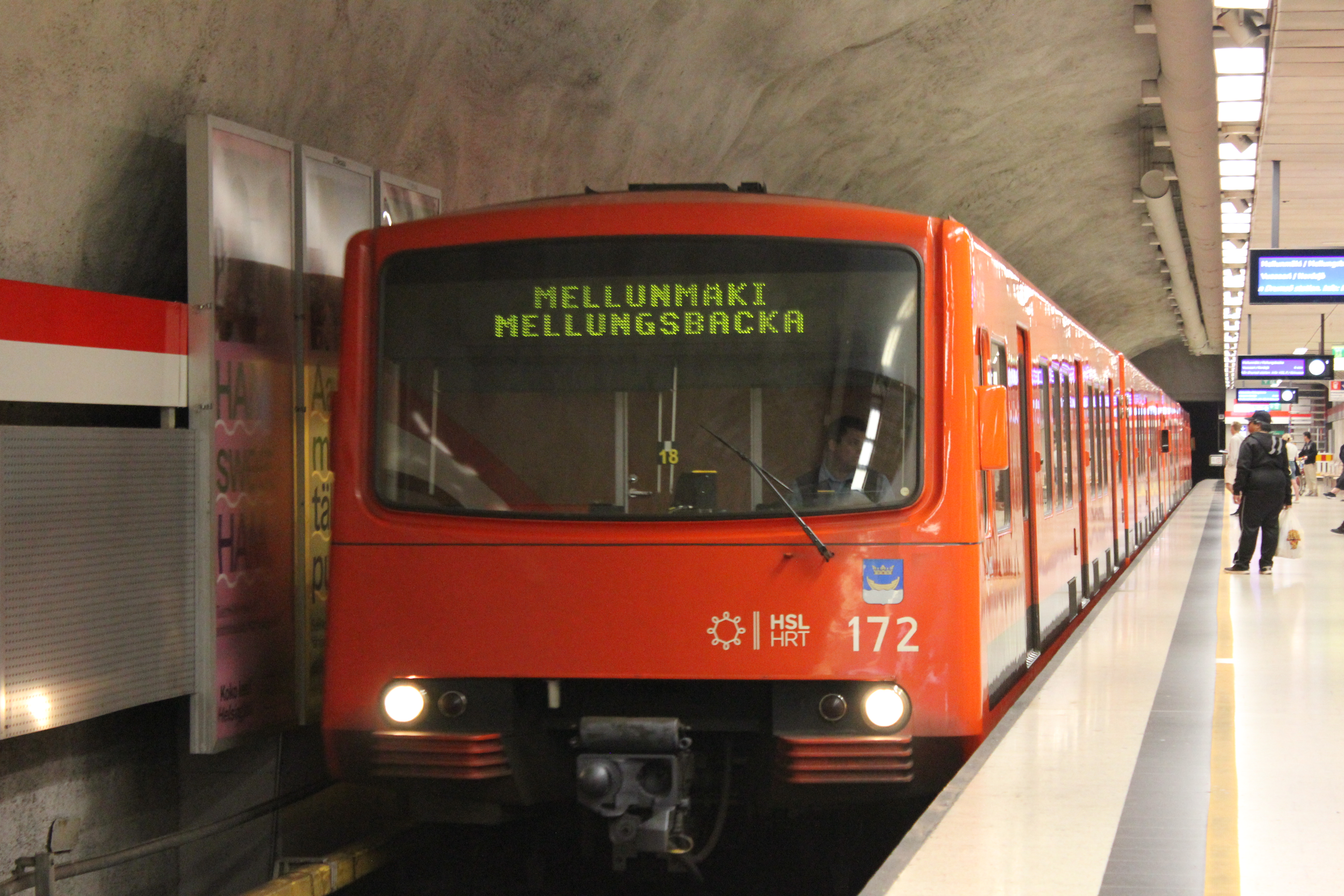
Tren del Metro de Helsinki en Finlandia, inaugurado en 1982.

### Alemania
- El Metro de Berlín fue inaugurado en 1902, y actualmente cuenta con 175 estaciones. La red del metro de Berlín comprende nueve líneas, con un recorrido total de 148,8 kilómetros.

Mapa del metro de Berlín

- El Metro de Hamburgo fue inaugurado en 1912, y actualmente cuenta con 93 estaciones. La red del metro de Hamburgo comprende cuatro líneas, con un recorrido total de 106.4 kilómetros.

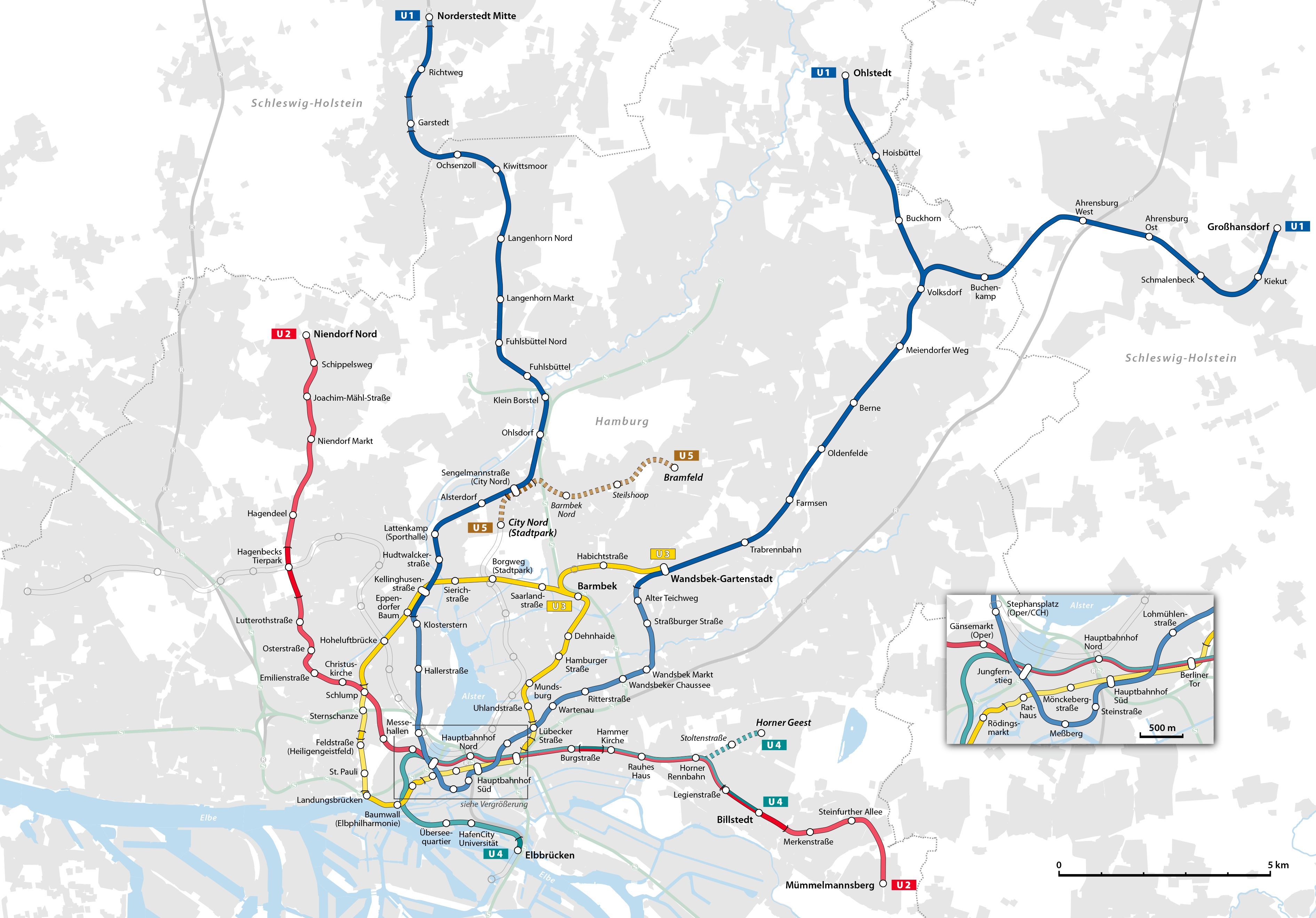
Mapa del metro de Hamburgo

- El Metro de Múnich fue inaugurado en 1971, y actualmente cuenta con 96 estaciones. La red comprende 8 líneas, con un recorrido total de 103.1 kilómetros.

Mapa del metro de Múnich

### Bélgica
El Metro de Bruselas se inauguró el 20 de septiembre de 1976, coincidiendo con la apertura de la línea 1

### España
España cuenta con 5 redes de metro convencional, que son las de Madrid, Barcelona, Valencia, Bilbao y Palma de Mallorca.
En el caso de Alicante, Sevilla, Málaga y Granada son redes de metro ligero.

Mapa del metro de Madrid

Mapa del metro de Barcelona

Mapa del metro de Valencia

Mapa del metro de Bilbao

- La primera red de Metro se inauguró en Madrid el 17 de octubre de 1919 por el rey Alfonso XIII, contando aquella Línea 1 con las estaciones comprendidas entre las actuales de Cuatro Caminos y Sol.[6]

- El 30 de diciembre de 1924 se inauguró el primer trazado del Metro de Barcelona, que permitía a los viajeros desplazarse desde el barrio de Gràcia hasta Colón.[7]
- El 8 de octubre de 1988 se inauguró la línea 1 (actualmente líneas 1 y 2 del Metro de Valencia con el primer tramo subterráneo de la red, entre las estaciones de Beniferri y Safranar.[8]
- El 11 de noviembre de 1995 se inauguró la Red de Metro de Bilbao por el Lehendakari José Antonio Ardanza.[9]
- El 15 de agosto de 2003 se inauguró el Metro de Alicante, comprendiendo el servicio entre Puerta del Mar y El Campello.[10]
- El 25 de abril de 2007 se inauguró el Metro de Palma de Mallorca.[11]
- El 2 de abril de 2009 se inauguró el Metro de Sevilla.[12]
- Primera línea totalmente automática en la península ibérica, la L9 del Metro de Barcelona, inaugurada el 13 de diciembre de 2009.
- El 4 de octubre de 2012 la línea Topo de San Sebastián empezó a identificarse como Metro Donostialdea, volviendo a su denominación original en 2017.
- El 30 de julio de 2014 se inauguró el Metro de Málaga.
- El Metro de Granada fue inaugurado el 21 de septiembre de 2017.
- Las obras de creación del Metro del Vallés finalizaron en 2017 y en la actualidad se sigue construyendo Metrotrén Asturias (el llamado Metro de Gijón).

### Francia
La primera línea del Metro de París fue inaugurada en 1900; este sistema fue la primera red de metro en Francia y el sistema de metro con más estaciones de Europa. Este sistema se expandiría a 14 líneas antes de la Segunda Guerra Mundial. Francia abrió otros dos sistemas de metro en la década de 1970 (el Metro de Lyon en 1974 y el Metro de Marsella en 1977); en 1983, el Metro de Lille fue abierto como el primer sistema de VAL en el país, que fue sucedido por el Metro de Toulouse (en 1993) y el Metro de Rennes (en 1999).

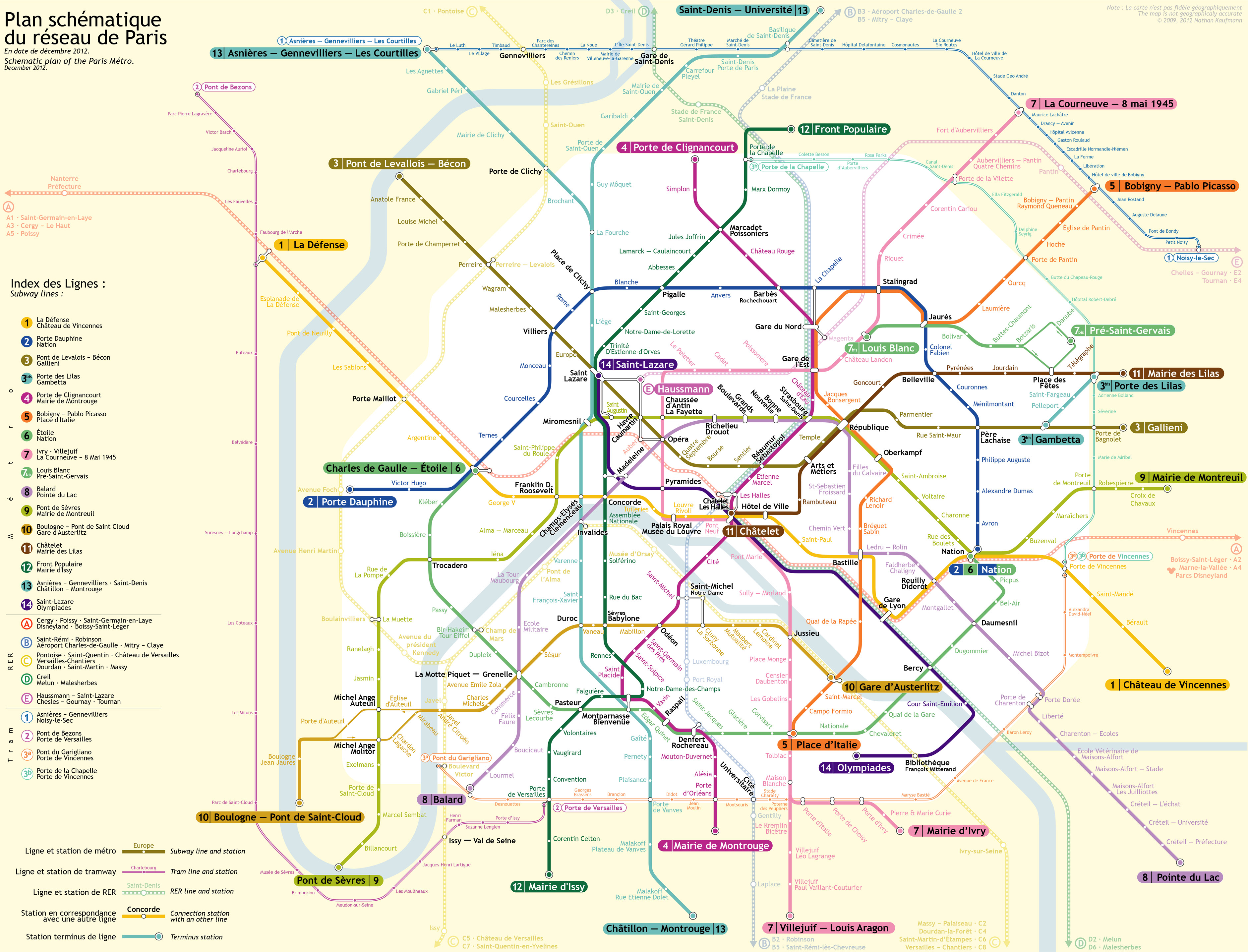
Mapa del metro de París

### Italia
La primera línea del Metro de Roma, el primer sistema de metro en Italia, abrió en el febrero de 1955. El Metro de Milán sería inaugurado en 1969. Las redes del metro en ambas ciudades se expandieron rápidamente en los años antes de la Copa Mundial de Fútbol de 1990. Después del torneo, la expansión del metro en Italia continuó; el Metro de Nápoles abrió en 1993, y el Metro de Catania abrió en 1999. En el siglo XXI un total de dos sistemas de metro fueron inaugurados: el Metro de Turín en febrero de 2006 (días antes de los Juegos Olímpicos de Turín 2006) y el Metro de Brescia en marzo de 2013 (se pospuso la inauguración de este sistema debido a problemas en la construcción).

### Grecia
La línea 1 del Metro de Atenas fue inaugurada el 27 de febrero de 1869 como tren de vapor que conectaba Atenas y El Pireo y era operada por la Compañía de Ferrocarriles de Atenas al Pireo.

### Portugal

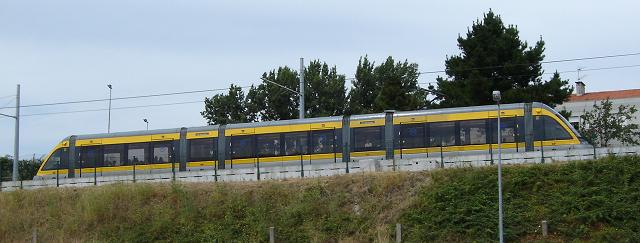
Fotografía del Metro de Oporto

- El Metro de Lisboa fue inaugurado el 29 de diciembre de 1959, convirtiéndose en la primera red de ferrocarril metropolitano del país, previa a la red de Oporto. Está constituido por cuatro líneas con 56 estaciones y una extensión total de 44.2 km.

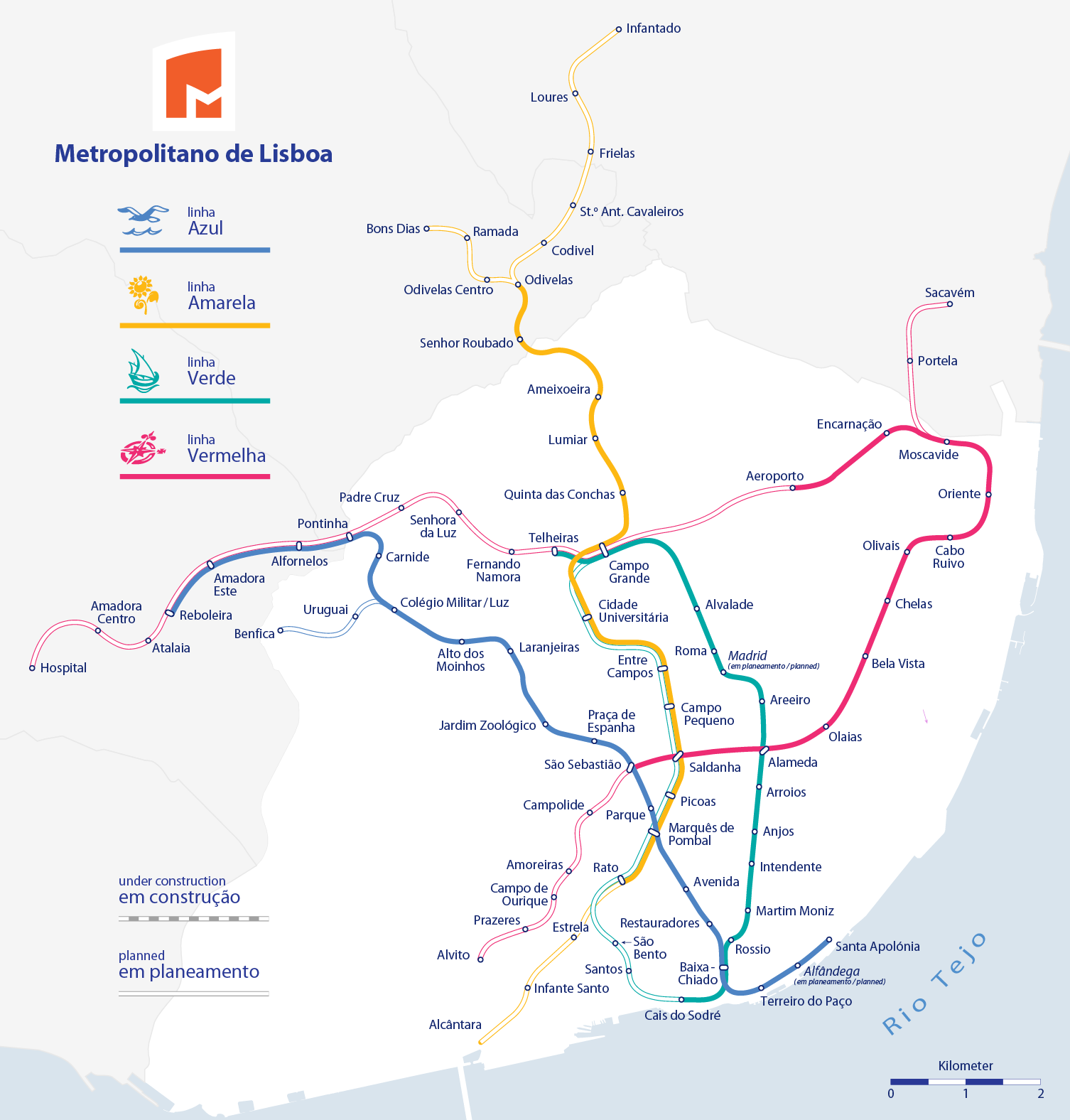
Mapa del metro de Lisboa

### Rusia

Mapa del metro de Moscú

- El Metro de Moscú fue inaugurado en 1935, es el primero del mundo por densidad de pasajeros y la tercera red más extensa del mundo por detrás de Londres y Nueva York.

- El Metro de San Petersburgo fue inaugurado en 1955.

- El Metro de Kazán fue inaugurado en 2005.

- El Metro de Ekaterimburgo fue inaugurado el 26 de abril de 1991.

### Reino Unido
El Reino Unido es pionero en el transporte público sobre carriles. El Metro de Londres, el primero y el más antiguo del mundo, funciona desde enero de 1863. El Metro de Newcastle fue inaugurado en 1980, 117 años después de la inauguración de la Línea Metropolitana en Londres.

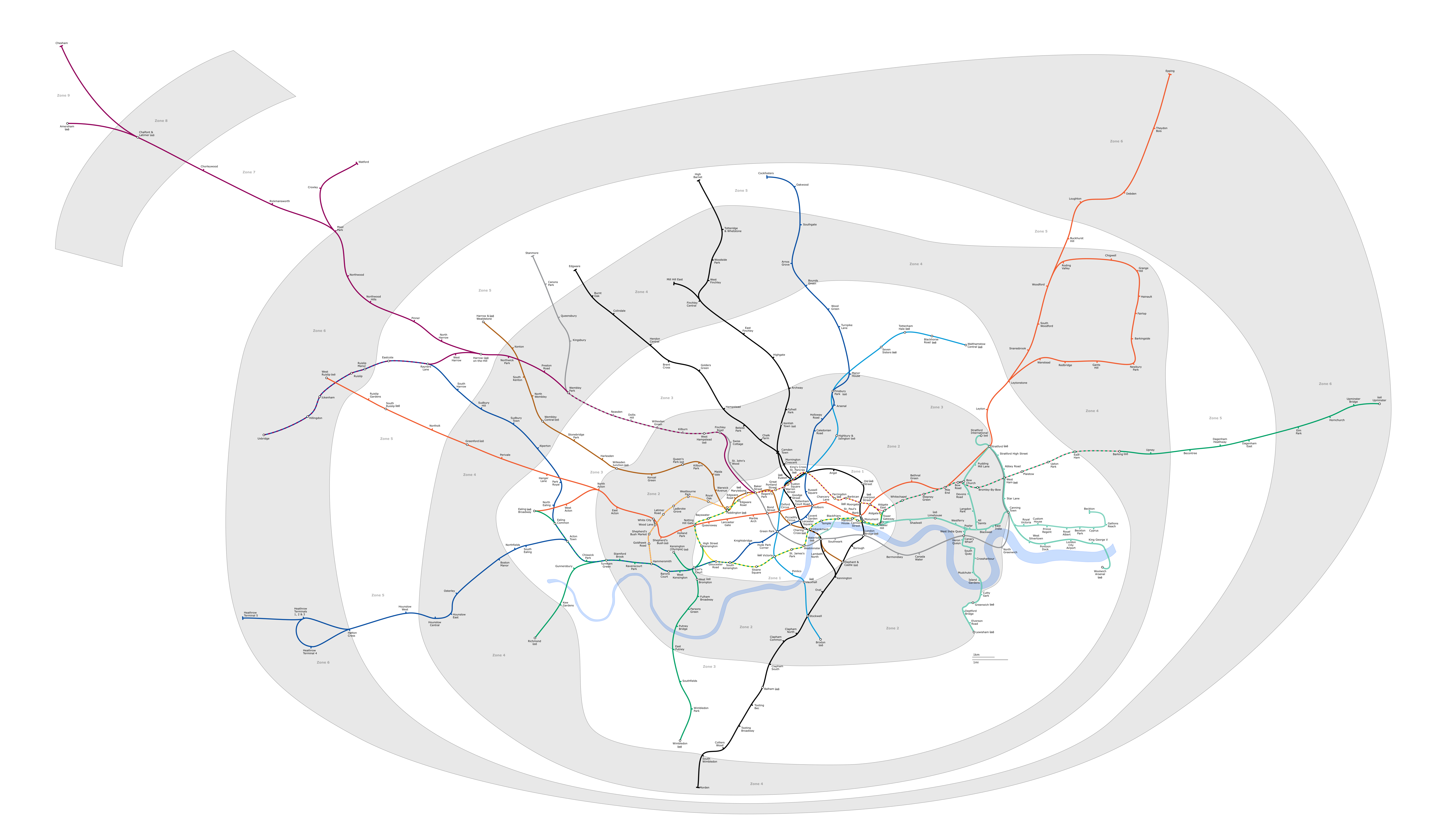
Mapa del metro de Londres

### República Checa
El Metro de Praga es una red de tres líneas, 61 estaciones y 65,2 kilómetros.

Mapa del metro de Praga

### Turquía
Tünel, la corta línea de metro que une los barrios de Karaköy y Beyoğlu —entonces, durante la época otomana, más conocidos como Galata y Pera, respectivamente— en el lado europeo de Estambul, y la primera experiencia de transporte público subterráneo en Turquía, fue inaugurada el 17 de enero de 1875, siendo segundo en antigüedad en Europa.
Actualmente funcionan sistemas de metro en cuatro ciudades del país: Adana, Ankara (Ankara Metrosu y Ankaray), Esmirna y Estambul.
Una línea del Metro de Estambul conocida como Marmaray es un metro intercontinental, uniendo Europa y Asia por debajo del estrecho de Estambul.

## América

### Los comienzos

#### Estados Unidos y Canadá

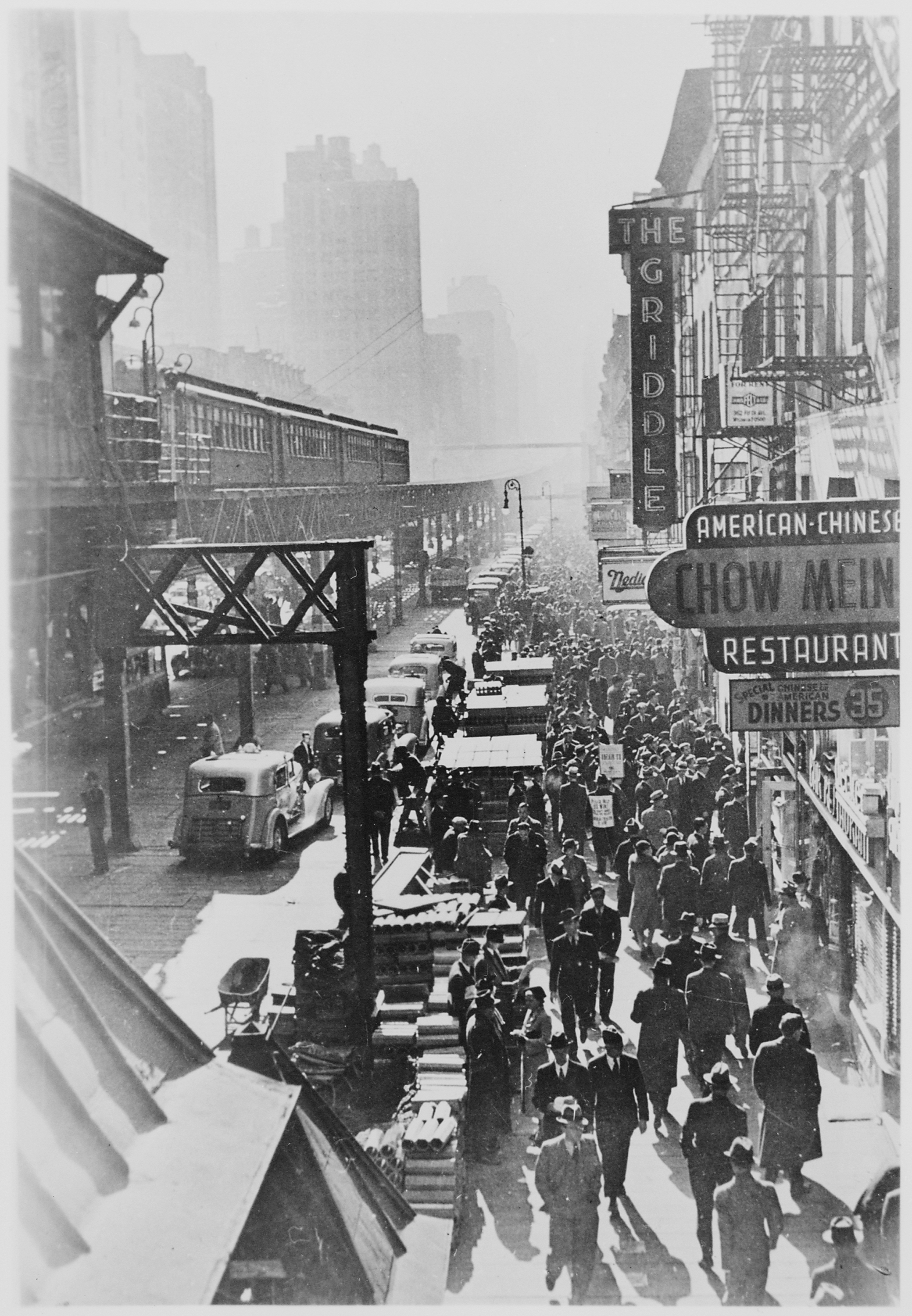
El ferrocarril elevado de la IRT en Nueva York (Línea de la Sexta Avenida), que fue demolido en 1938 y reemplazado con la Línea de la Sexta Avenida de la IND en 1940.

El primer país de América que inauguró un sistema de metro fue Estados Unidos. El primer ferrocarril elevado del Metro de Nueva York abrió en 1878, siendo gestionado por la Manhattan Railway Company. Este sistema tuvo cuatro líneas elevadas en Manhattan y el Bronx, y se expandió rápidamente hasta 1903, cuando la compañía Interborough Rapid Transit (IRT) adquirió ambas líneas elevadas y comenzó la construcción de la primera línea subterránea de la ciudad, que fue inaugurada en el 27 de octubre de 1904. La corporación Brooklyn-Manhattan Transit (BMT) abrió su primera línea elevada en 1885 y se expandió al servicio subterráneo en 1908. En 1913, la IRT y el BMT anunciaron una gran ampliación del sistema, que llevó el servicio subterráneo a Brooklyn y a Queens en una primera fase. Como resultado del crecimiento de la red subterránea, la IRT y el BMT empezaron a cerrar numerosos ferrocarriles elevados en Manhattan y Brooklyn. Algunas líneas elevadas en el Bronx y Queens se enlazaron con los trenes subterráneos, pero la mayoría de los ferrocarriles elevados de Nueva York se demolieron entre 1934 y 1950, cuando se pusieron en servicio las líneas de la división IND. 
El Metro de Chicago abrió su primera línea elevada en 1892, e inauguró el servicio subterráneo en 1943. Las ciudades de Filadelfia (con la SEPTA, que abrió en 1907) y Boston (con la MBTA, que abrió en 1901) también construyeron ferrocarriles elevados; pero finalmente la última línea elevada de la MBTA cerró en 1987.
El Metro de Toronto, que abrió en 1954, fue el primer sistema de metro en Canadá.

#### Argentina

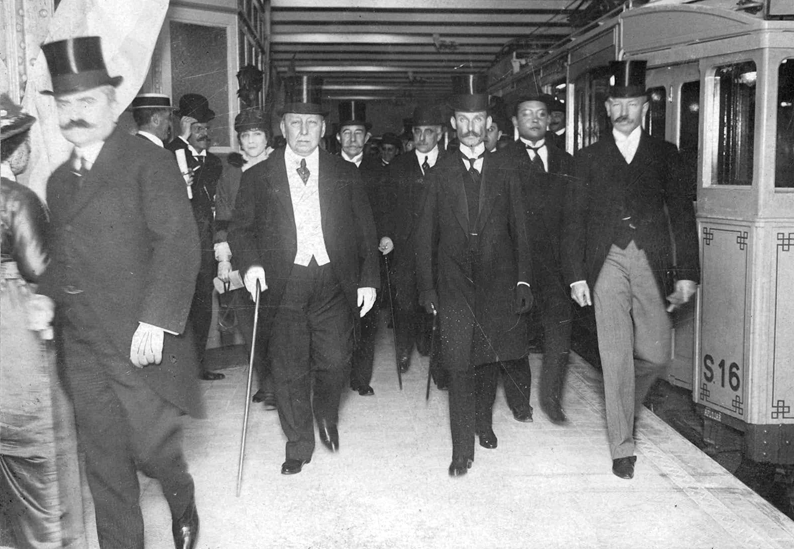
El vicepresidente Victorino de la Plaza inaugura la línea A del Subte de Buenos Aires en 1913.

Mapa del Subte de Buenos Aires.

El primer país del hemisferio sur que construyó su propia red de subterráneo fue Argentina, inaugurándose en el año 1913 el Subte de Buenos Aires. Hasta 1944, se pusieron en servicio 5 líneas (Línea A en 1913, Línea B en 1930, Línea C en 1934, Línea D en 1937 y Línea E en 1944). En 2014, la red de subterráneos de la Ciudad de Buenos Aires transportó 222 millones de pasajeros.
Los primeros proyectos para un metro en Argentina se remontan a 1886, cuando una casa comercial solicitó al Congreso de la Nación construir un "tranvía subterráneo" entre la Estación Central del Ferrocarril (que se hallaba junto al ala norte de la Casa Rosada) y la Plaza Once. En 1889 Ricardo Norton solicitó la concesión a perpetuidad para instalar dos ferrocarriles subterráneos: uno desde la Estación Central hasta Plaza Lorea, y desde allí hasta Once. El otro uniría Plaza Constitución con la intersección de Lima y Avenida de Mayo. Estos dos ferrocarriles estaban planeados para tener doble vía y luz eléctrica.
En este mismo año, un tal Barrabino propuso al Concejo Deliberante de la ciudad construir un tranvía que circulase algunos tramos bajo tierra, pero el Ministerio del Interior le negó a la Intendencia la facultad de dar concesiones para construir en el subsuelo de la ciudad. Por este motivo, los proyectos posteriores se presentaron directamente al mencionado ministerio. Cuando en 1894 se decidió emplazar el edificio del Congreso en su lugar actual, la idea del subterráneo resurgió, pues se buscó acortar el tiempo de viaje entre la Casa Rosada y el Congreso (con el mismo fin también se pensó en construir un tranvía aéreo eléctrico que fuera por la Avenida de Mayo). Miguel Cané, quien fuera Intendente de Buenos Aires (1892-1893), también expresó en 1896 la necesidad de construir un subterráneo similar al de Londres.

### Expansión reciente

#### Años 1960 y 1970
Más de cinco décadas después, Ciudad de México planificó su propia red en 1969 (Metro de la Ciudad de México) construyendo e inaugurando 3 líneas: la línea 1 de Zaragoza a Chapultepec; la línea 2 de Tacuba a Taxqueña: y la línea 3 de Tlatelolco a Hospital General. En la misma década, el Metro de Montreal fue inaugurado también con tres líneas; como resultado, la ciudad de Montreal fue la segunda ciudad de Canadá con un sistema de metro.
Ya en la década de 1970, le siguieron en Brasil las redes de metro de São Paulo en 1974 y Río de Janeiro en 1979. En Santiago de Chile se inauguran en 1975 la línea 1 de San Pablo a Moneda, y en 1978 la línea 2 de Los Héroes a Lo Ovalle, del Metro de Santiago. El primer sistema de metro de la costa oeste de los Estadios Unidos fue el BART; este sistema, que conecta las ciudades de Oakland y San Francisco, California, abrió en 1972. La primera línea de la red del metro de la capital de Estados Unidos (Metro de Washington) fue inaugurada en 1976; un sistema similar en Atlanta abrió en 1979.

#### Años 1980
En los años 1980, se produjo un cierto auge de este sistema de transporte:
- En Brasil, las ciudades de Belo Horizonte, Brasilia, Recife, Porto Alegre, São Paulo, Río de Janeiro y Teresina construyeron sus propios metros.

- En México, en la ciudad de Guadalajara se terminó de construir la Línea 1 del metro. En la ciudad de Monterrey, Nuevo León, a partir del año 1987 se empezó a construir la línea 1. Se construyeron e inauguraron otras 5 líneas del Metro de la Ciudad de México, que sumaba así un total de 8 hasta entonces.

- En 1986, en Lima se inició la construcción del llamado Tren Eléctrico / Metro de Lima como metro elevado en el sur de la capital de Perú, coincidiendo con el primer gobierno del presidente Alan García Pérez. No obstante, el proyecto fue detenido durante los subsiguientes gobiernos de los presidentes Alberto Fujimori y Alejandro Toledo. El proyecto se retomó y se continuó construyendo a partir del año 2009 durante el segundo gobierno del presidente Alan García Pérez.
- El Metro de Baltimore fue inaugurado en 1983, y el Metro de Miami en 1984.
- Venezuela se convirtió el sexto país americano en construir una red de metro en la ciudad de Caracas en el año 1983, con la puesta en servicio de la línea 1, desde Propatria a Palo Verde.
- El SkyTrain de Vancouver abrió en 1985.

#### Años 1990

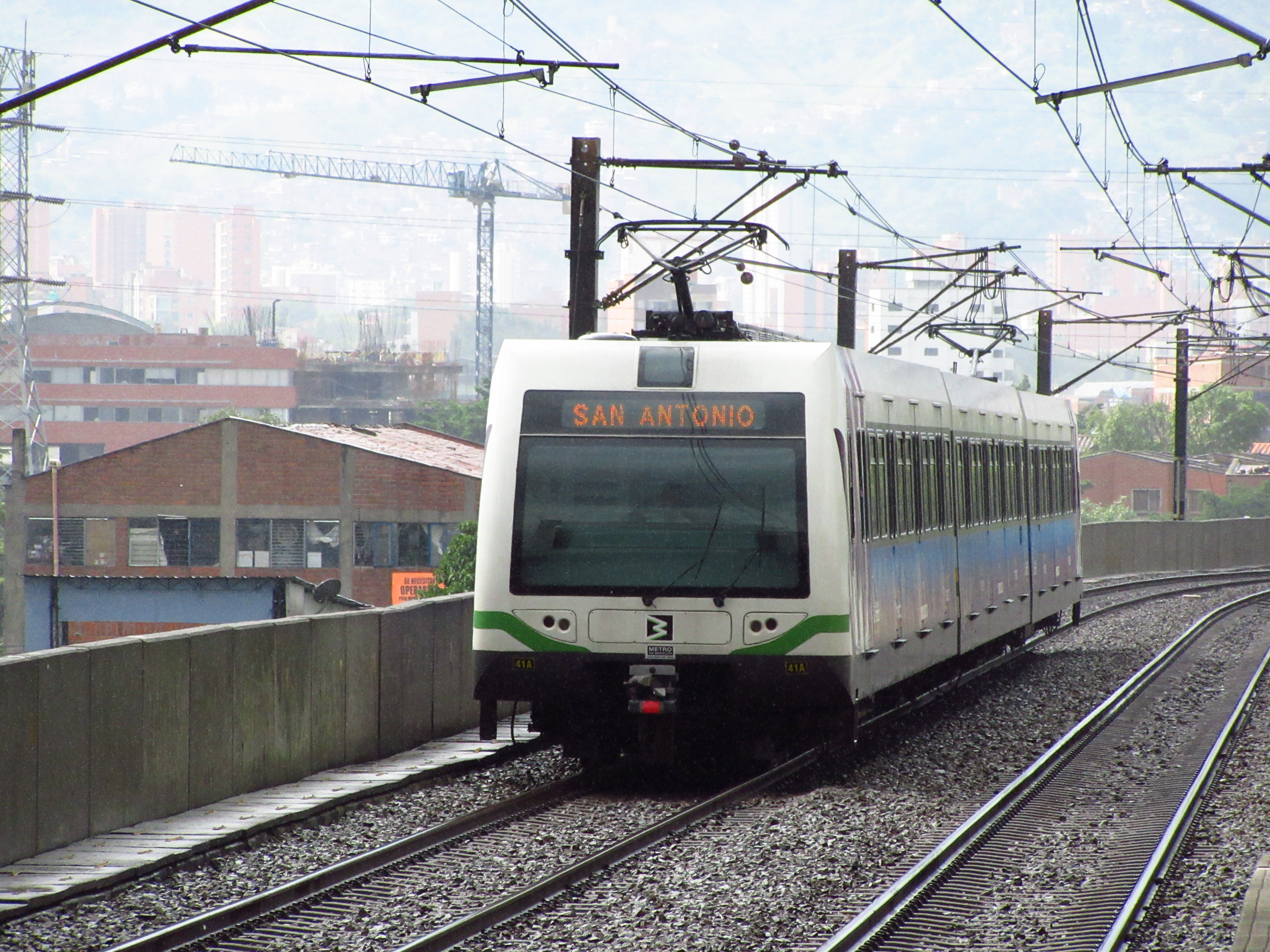
Tren del Metro de Medellín, inaugurado en 1995

Durante los años 1990, se construyó el metro de Medellín, se terminaría en 1991 el de Monterrey en México y se construirían otras 3 líneas en Ciudad de México, así como la ampliación de muchas redes ya existentes.
- En 1991 se inauguró la Línea A del Metro de la Ciudad de México, siendo la décima línea en ser construida, pero la novena en ser inaugurada, además de ser la primera en la que se emplearon trenes de rodadura férrea alimentados por catenaria. Tras la inauguración de esta línea, ya eran 9 líneas en Ciudad de México. En el mismo año, la primera línea del Metro de Monterrey fue inaugurada.
- En 1993 se inauguró la Línea B del Metro de Los Ángeles, siendo la primera línea de metro subterráneo en el sur de California; este línea fue extendida entre 1996 y 2000, pero la ramal oeste de Línea B sería designada como la Línea D en 2006.
- En 1994 se inauguró la Línea 8 del Metro de la Ciudad de México, llegándose a 10 líneas para entonces en esa ciudad.
- En 1995 se inauguró el Metro de Medellín.
- En 1997 se inauguró la línea 5 del Metro de Santiago.
- En 1999 se inauguró la Línea B del Metro de la Ciudad de México, la decimoprimera línea de la ciudad.

#### Años 2000

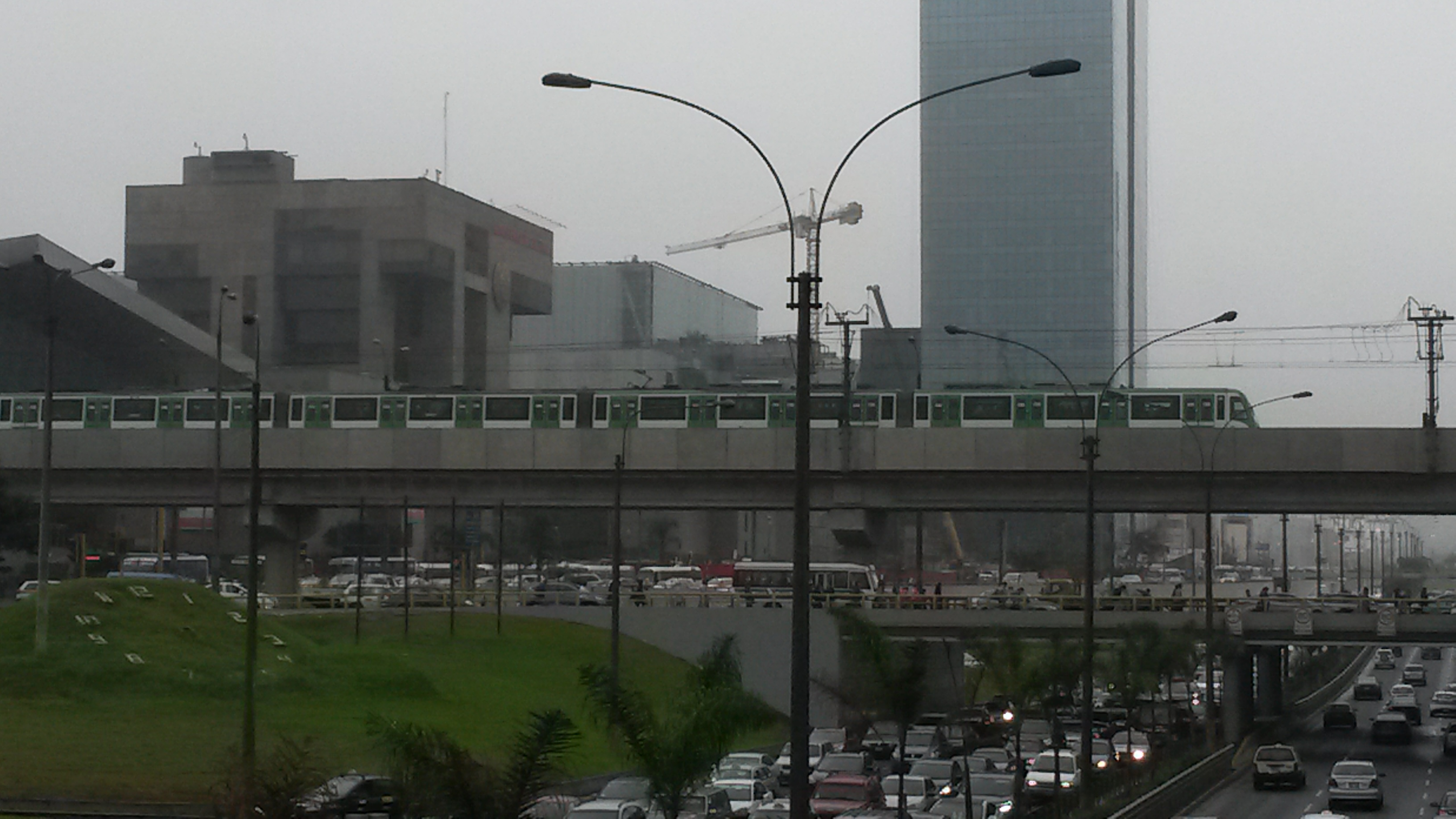
Tren del Metro de Lima, abierto al público en el 2012

- La capital de Brasil puso en servicio su sistema de metro en octubre de 2001.
- Puerto Rico se convirtió en el primer país del Caribe en contar con su propio sistema de metro, el Tren Urbano, inaugurado en San Juan en 2004.
- En Brasil, la ciudad de Salvador habilitó este sistema de transporte en 2006.
- En Argentina, la red del Subte de Buenos Aires inauguró su sexta línea, la línea H, en 2007.
- En Santiago de Chile se inauguró la línea 4 (2005) y la línea 4A (2006), ambas de rodadura férrea.
- En Venezuela comenzó un nuevo auge, con la inauguración de los metros de Los Teques, Valencia y Maracaibo en 2006.

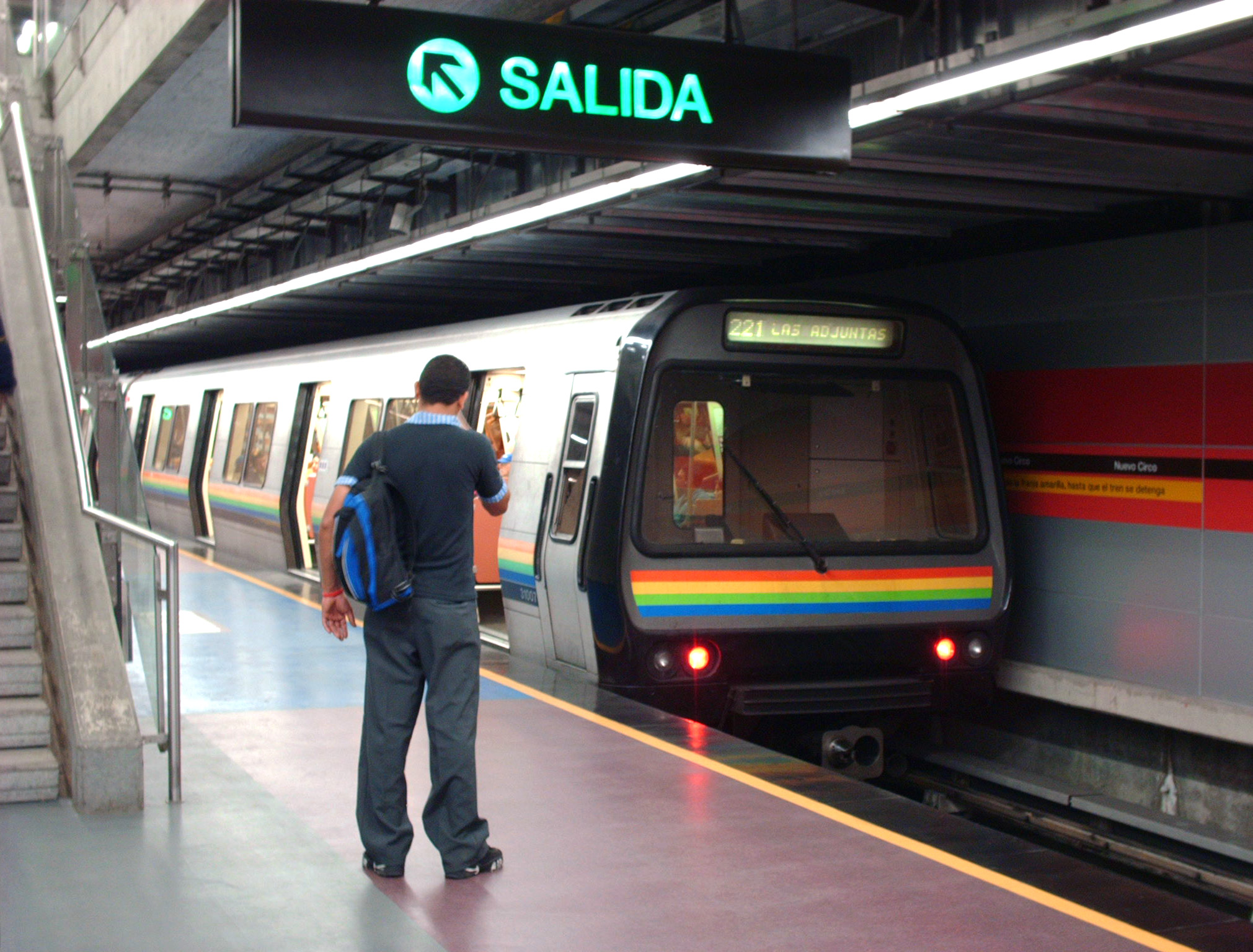
Estación del Metro de Caracas.

- Estación del Metro de Caracas.Se estudió la construcción de un Metro en la ciudad chilena de La Serena en el año 2006.
- En Venezuela empezó la construcción del metro de las ciudades de Guarenas-Guatire, la segunda fase de las líneas 1 de los metros de Los Teques, Valencia y Maracaibo, la extensión de la línea 4 y la construcción de la sexta del metro de Caracas en el año 2007.
- La ciudad de Santo Domingo concluyó la construcción de su primera línea de metro, convirtiendo a la República Dominicana en el segundo país caribeño en contar con este tipo de transporte (véase Metro de Santo Domingo). En febrero de 2008 comenzaron las pruebas y se realizó el viaje inaugural, abriéndose finalmente al público el 15 de noviembre de ese mismo año.
- El 22 de septiembre de 2008 se inició la construcción de la Línea 12 del Metro de la Ciudad de México.
- Perú reinició en 2009 la construcción del Metro de Lima.
- La Línea Canadá del SkyTrain fue inaugurada en agosto de 2009, seis meses antes de los Juegos Olímpicos de Vancouver.

#### Década de 2010

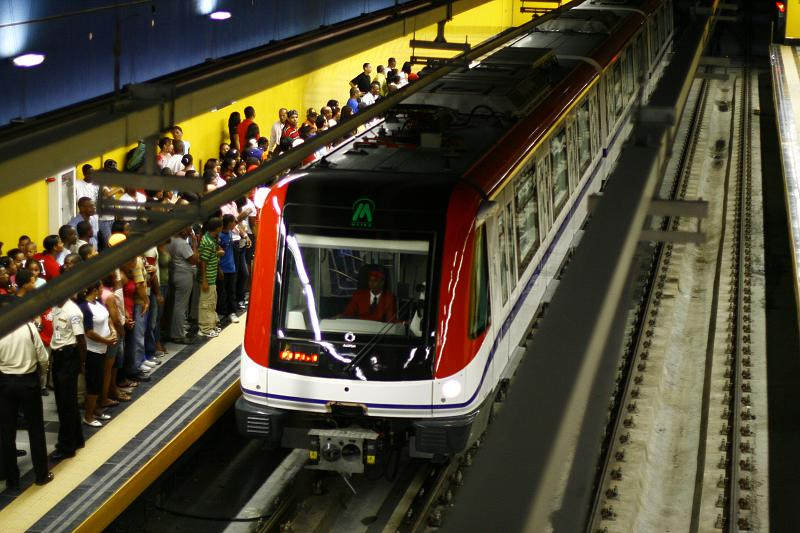
Sistema de metro de República Dominicana

En la década de 2010 surgieron los siguientes proyectos:
- Se anunció a principios de 2010 en Córdoba, Argentina, el proyecto de construir una red de subterráneos en la ciudad capital de la provincia mediterránea; se trataba de la segunda mayor urbe en Argentina e iba a beneficiar ampliamente a la sociedad, al contar con un transporte masivo de pasajeros.

- En Ciudad de Panamá (Panamá), el nuevo gobierno que encabezaba el empresario Ricardo Martinelli iba a construir una línea de tren urbano (Metro de Panamá) para satisfacer a una población de 900 000 usuarios. El proyecto se inició en 2010 y se había estimado su conclusión para 2014. Panamá se convirtió en el primer país centroamericano en emplear este medio de transporte.

- En Santiago de Chile, tras la inauguración de la extensión de la línea 5 en febrero de 2011, se anunció la construcción simultánea de las líneas 3 y 6 del Metro de Santiago, que se inició en 2012. Al respecto cabe señalar que la línea 6 fue inaugurada el día 2 de noviembre de 2017, mientras que la entrada en funcionamiento de la Línea 3 se produjo el 22 de enero de 2019. Ambas líneas son de rodadura férrea y alimentadas por catenaria.

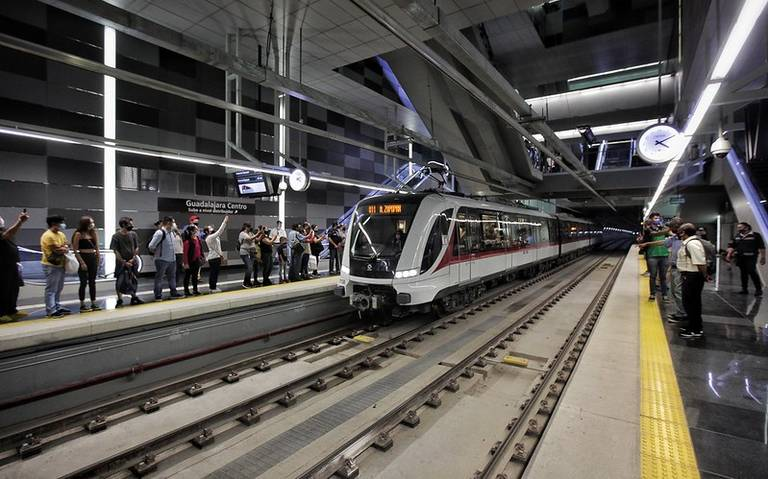
Línea 3 del Metro de Guadalajara México

- En Lima, Perú, el 5 de abril de 2012 se inició la operación comercial del primer tramo de la línea 1 del Metro de Lima, después de haber sido inaugurado previamente y de manera simbólica el día 11 de julio de 2011 a la entrega de las obras por parte del contratista. El 12 de mayo de 2014 se inauguró el segundo tramo.

- En República Dominicana, en la ciudad de Santo Domingo se inauguró la primera etapa de la segunda línea del Metro de Santo Domingo a mediados de 2012.

- En Ciudad de México, el 30 de octubre de 2012, se inauguró la Línea 12, tras un lapso de poco más de 12 años sin expandir el sistema de transporte. Es la segunda del parque vehicular en esa ciudad en emplear trenes de rodadura férrea alimentados por catenaria.

- En octubre de 2012 se realizaron las obras del Metro Wanka. Ubicado en Huancayo, Perú, iba a ser la segunda ciudad del país en tener a un metro, pero por inconvenientes burocráticos se paralizó la obra en octubre de 2013.

- En Quito (Ecuador), se construyó la primera línea del Metro de Quito; siendo la primera línea de Metro del Ecuador. Su construcción inició en enero de 2016 y su inauguración estaba prevista para finales de 2019. Posee 23 kilómetros de longitud completamente subterráneos, 15 estaciones y 18 trenes de rodadura férrea alimentados por catenaria. Es la línea de metro más alta del mundo, al estar a casi 2800 metros de altura sobre el nivel del mar.

- El 19 de junio de 2013, el gobierno de la República Dominicana anunció la continuación de la construcción de la línea 2 del Metro de Santo Domingo.

- En Ciudad de Panamá (Panamá), el 4 de abril de 2014, se inauguró la línea 1 del Metro de Panamá, el primer metro de Centroamérica.

- En Lima (Perú), el 28 de abril de 2014, se firmó el contrato para la construcción de la línea 2 del Metro de Lima al mismo tiempo que el primer tramo de la línea 4, líneas que unirán a Callao con Ate y que serán totalmente subterráneas; ese ambicioso proyecto gubernamental será el más grande del Perú hasta el momento.

- La Línea Plata del Metro de Washington en Washington D. C. fue inaugurado el 26 de julio de 2014.

- En Venezuela, en la ciudad de Caracas se inauguró la primera etapa de la línea 5 del Metro de Caracas el 4 de noviembre de 2015.

- En Nueva York, la Línea de la Segunda Avenida abrió su primera fase el 1 de enero de 2017.
- En Ciudad de Panamá, Panamá, el 6 de abril de 2014 se firmó el contrato para la construcción de la línea 2 del Metro de Panamá. Esta línea se inauguró el día 25 de abril de 2019.

- En Rosario (Santa Fe), entre 2014 y 2018, se planteó la idea de tener líneas de subte, pero no tuvo resultado y quedó archivado.[15]

- En Bogotá (Colombia) se avanzó en el proceso de licitación del Metro de Bogotá construyéndose así la primera línea de Metro de la ciudad y el segundo metro en Colombia después del Metro de Medellín. Se esperaba que esta línea entrase en funcionamiento para el año 2028, y que contara con una extensión de 25 kilómetros en su primera fase.
- En Guadalajara (México) su sistema de transporte ferroviario metropolitano, inauguró la línea 3 el 12 de septiembre del 2020. Esta línea cuenta con 18 estaciones que conforman 21.5 kilómetros que se añaden a los 16 kilómetros d la línea 1 y 10 kilómetros en su línea 2. Esta línea pretende moviliza 233 mil usuarios diariamente y la importancia de esta línea para la ciudad de Guadalajara es que une 3 centros históricos de 3 ciudades de la metrópoli como lo son Guadalajara, Zapopan y Tlaquepaque su construcción empezó el año 2014 y termina el 2020, durando 6 años.